# Uten Liemingen
Uten Liemingen is een middeleeuws, adellijk geslacht afkomstig uit Leuven dat behoorde tot de zogenaamde zeven Leuvense geslachten, de patriciërs die mochten zetelen in het stadsbestuur van Leuven. Spellingsvarianten van de naam zijn Uytterlimingen, Uyten Liminkx en Uten-Leemingen.

## Naamsherkomst
Hun geslachtsnaam is afkomstig van een plaatsnaam. Liemink of Leemink was een plaats nabij de abdij van Vlierbeek in het huidige Kessel-Lo. Er stroomde destijds ook een beek, genaamd de Lieminksbeek. Uten Liemingen is een verbastering van "uit den Liemink", afkomstig van Liemink.

## Oorsprong
Ter legitimatie van de machtsconsolidatie van de patriciërsfamilies in Leuven werd een ontstaanslegende gecreëerd waarin het geslacht Uten Liemingen als een van de zeven belangrijke Leuvense families wordt gegeven. De legende gaat als volgt: Bastijn, een fictieve graaf van Leuven, had zeven dochters, die hij elk uithuwde aan prominente adellijke mannen. Deze mannen zijn de stamvaders van de zeven geslachten. Iedereen die zijn afstamming kan terugvoeren tot een van deze zeven geslachten kon zich kandidaat stellen om als patriciër deel te nemen aan het stadsbestuur.
Voor het geslacht Uten Liemingen was het Plectrudis, dochter van graaf Bastijn, die werd uitgehuwelijkt aan ridder Eberwijn Uten Liemingen, de stamvader van het geslacht, rond 895. Deze stamvader wordt ook wel Ebroin of Everwin genoemd. Volgens de legende zou het geslacht Uten Liemingen hiervoor nog familiale banden gehad hebben met de graven van Leuven of bevonden ze zich toch in hun entourage.

## Politieke macht in Leuven
Het geslacht leverde diverse schepenen en burgemeesters aan de stad Leuven en was belangrijk in de ontwikkeling van de toen nog jonge stad. Op hun landgoed werd in de 17e eeuw het Hollands College opgericht.